# Duo pour une soliste
Pour plus de détails, voir Fiche technique et Distribution.
Duo pour une soliste (Duet for One) est un film américain réalisé par Andreï Kontchalovski, sorti en 1986.

## Fiche technique
- Titre original : Duet for One
- Titre français : Duo pour une soliste
- Réalisation : Andreï Kontchalovski
- Scénario : Tom Kempinski (pièce, scénario), Andreï Kontchalovski, Jeremy Lipp
- Directeur artistique : Reg Bream, Steve Cooper
- Chef décorateur : John Graysmark
- Costumes : Evangeline Harrison
- Photographie : Alex Thomson
- Montage : Henry Richardson
- Musique : Michael Bishop
- Production : 
  - Producteur : Yoram Globus, Menahem Golan
- Société(s) de production : Golan-Globus Productions
- Société(s) de distribution :  Cannon Film Distributors
- Pays de production :  États-Unis
- Année : 1986
- Langue : anglais
- Format : couleur (Rankcolor) – 35 mm – 1,85:1 – Dolby
- Genre : drame
- Durée : 107 minutes
- Dates de sortie : 
  - États-Unis : 25 décembre 1986 (Los Angeles, Californie)
  - États-Unis : février 1987
  - France : 22 avril 1987

## Distribution
- Julie Andrews (VF : Martine Sarcey) : Stephanie Anderson
- Alan Bates (VF : Pierre Hatet) : David Cornwallis
- Max von Sydow (VF : Gabriel Cattand) : Dr Louis Feldman
- Rupert Everett (VF : Vincent Violette) : Constantine Kassanis
- Margaret Courtenay (VF : Paule Emanuele) : Sonia Randvich
- Cathryn Harrison : Penny Smallwood
- Sigfrit Steiner : Leonid Lefimov
- Liam Neeson : Totter
- Macha Méril : Anya
- Siobhan Redmond : la femme de Totter

## Distinctions

### Nominations
- Golden Globe 1987 :
  - Meilleure actrice dans un film dramatique pour Julie Andrews